# You'll Find Out

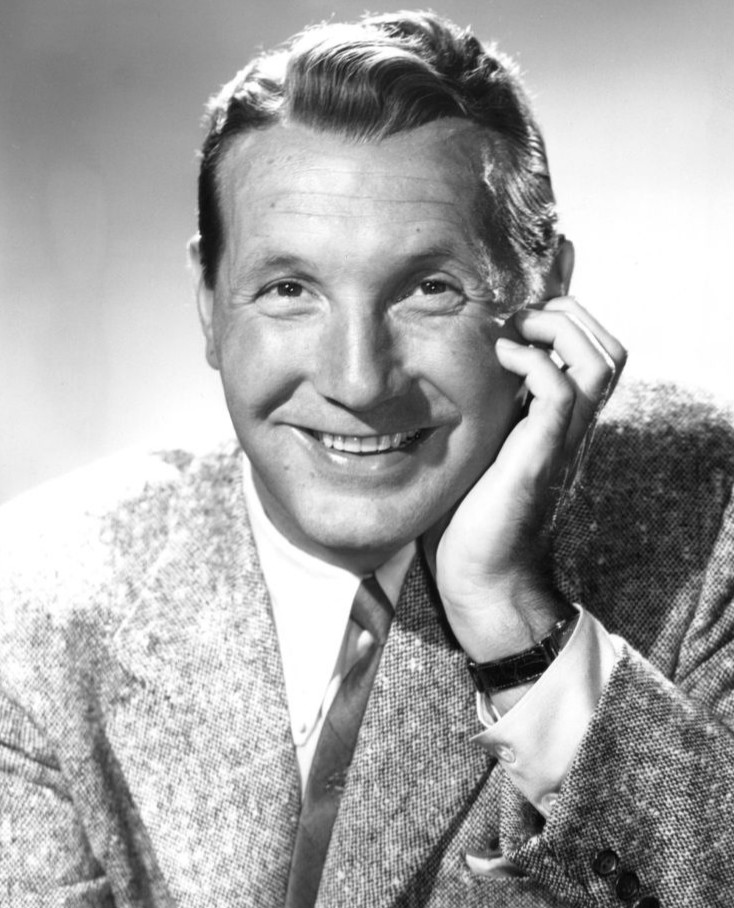
Harry Babbitt, aqui em foto publicitária de 1953, tornou-se vocalista da banda de Kay Kyser em 1938. Tinha voz de barítono e com eles gravou vários sucessos. Também com eles apareceu regularmente no rádio e atuou em sete filmes. Deixou Kyser em 1949 e a vida artística em 1964. Morreu em 2004, aos 94 anos.

You'll Find Out (bra O Castelo dos Mistérios) é um filme estadunidense de 1940, dos gêneros comédia romântico-musical e terror, dirigido por David Butler e estrelado por Kay Kyser. 
Numa tentativa de injetar sangue novo nos filmes do bandleader Kyser, foram chamados Peter Lorre, Boris Karloff e Bela Lugosi, ídolos dos amantes de sustos e calafrios. Esta foi a primeira e única vez que o trio trabalhou junto. A ideia funcionou e a produção foi um sucesso, com lucros de $167,000 (em valores da época).
Entre as diversas canções compostas por Johnny Mercer e Jimmy McHugh, citam-se You've Got Me This Way, The Bad Humor Man e I'd Know You Anywhere, que foi indicada ao Oscar.

## Sinopse
Kay Kyser e sua banda são contratados para tocar no aniversário da jovem herdeira Janis Bellacrest. A festa é dada em velha e misteriosa mansão no interior de Massachusetts, e entre os convidados estão um místico, um juiz e um professor. Kyser descobre que alguém planeja matar Janis e ficar com a herança. Resta descobrir quem, antes que o plano seja executado.

## Premiações
| Prêmio | Categoria              | Recipiente              | Situação                    |
| ------ | ---------------------- | ----------------------- | --------------------------- |
| Oscar  | Melhor canção original | "I'd Know You Anywhere" | Indicado[carece de fontes?] |

## Elenco
| Ator/Atriz      | Personagem               |
| --------------- | ------------------------ |
| Kay Kyser       | Kay Kyser                |
| Peter Lorre     | Professor Karl Fenninger |
| Boris Karloff   | Juiz Spencer Mainwaring  |
| Bela Lugosi     | Príncipe Saliano         |
| Helen Parrish   | Janis Bellacrest         |
| Dennis O'Keefe  | Chuck Deems              |
| Alma Kruger     | Tia Margo Bellacrest     |
| Joseph Eggenton | Jurgen, mordomo          |
| Ginny Simms     | Ginny Simms              |
| Harry Babbitt   | Harry Babbitt            |
| M. A. Bogue     | Ish Kabibble             |
| Sully Mason     | Sully Mason              |